# 俄歇电子

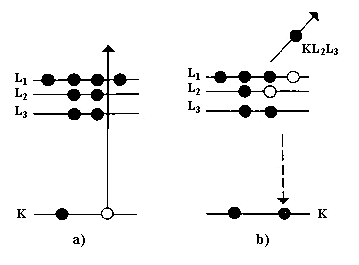
俄歇转移

俄歇电子（Auger electron）是由于原子中的电子被激发而产生的次级电子。当原子内壳层的电子被激发形成一个空洞时，电子从外壳层跃迁到内壳层的空洞并释放出能量；虽然能量有时以光子的形式被释放出来；这种能量可以被转移到另一个电子，导致其从原子激发出来。这个被激发的电子就是俄歇电子。这个过程被称为俄歇效应，以发现此过程的法国物理学家P.V.俄歇命名。